# 玉带河 (承德)
玉带河，也称头沟川，位于中华人民共和国河北省承德市承德县境内，是武烈河源流之一。发源于承德县东北部磴上镇北陕西营村东北七老图山西麓关寨沟，蜿蜒向西南流经磴上镇、三家镇牛圈沟门村、老虎沟村、陕西营村、转角房村、头沟镇等地，于高寺台镇以东与主源鹦鹉川汇流，形成武烈河干流。河长57千米，流域面积727平方千米。